# Crossandra mucronata
Crossandra mucronata är en akantusväxtart som beskrevs av Gustav Lindau. Crossandra mucronata ingår i släktet Crossandra och familjen akantusväxter. Inga underarter finns listade i Catalogue of Life.